# Cyril Benzaquen
Pour les articles homonymes, voir Benzaquen.
 (décembre 2016).
Si vous disposez d'ouvrages ou d'articles de référence ou si vous connaissez des sites web de qualité traitant du thème abordé ici, merci de compléter l'article en donnant les références utiles à sa vérifiabilité et en les liant à la section « Notes et références ».
Cyril Benzaquen, né le 2 octobre 1989 à Clamart, est un athlète français de muay-thaï et de kick-boxing. Il est champion du monde dans les deux disciplines. Auto-entrepreneur, Cyril est par ailleurs diplômé de l'université Paris-Dauphine et exerce aussi en tant que mannequin et conférencier.

## Biographie

### Formation académique
Cyril Benzaquen est d'origine marocaine et de confession juive « traditionaliste ». Après l'obtention d'un baccalauréat scientifique, il poursuit ses études à l'IUT de Sceaux où il obtient un DUT en techniques de commercialisation. Il intègre ensuite l'université Paris-Dauphine dans une licence de management adaptée aux sportifs de haut niveau, puis dans une licence de gestion traditionnelle, dont il sort respectivement diplômé en 2011 et 2013. Il obtient en 2014 un master 1 en marketing, puis en 2015 un master 2 entrepreneuriat. Dans le cadre de son projet de fin d'études, accompagné par la It Agency, il organise un premier événement: le Dauphine Boxing Tour avec près de 800 spectateurs rassemblés pour l'occasion dans le grand amphithéâtre de Dauphine. 

### Débuts sportifs amateurs
Cyril Benzaquen débute la boxe à 14 ans dans le club de Châtillon aux côtés d'Aurélien Duarte. Il se spécialise en boxe thaï. Bien qu'il ait commencé la boxe à 14 ans, il ne pourra pas combattre avant d'avoir 18 ans, ses parents et son club s'y opposant. Finalement, à l'âge de 18 ans, aux côtés d'Aurélien Duarte et de Pascal Ducros, il commence sa carrière avec les championnats junior qu'il remporte, devenant ainsi successivement champion régional puis champion de France junior. La même année, en 2009, il fait la rencontre d'Alexandre N'Gom Priso, qui va devenir son entraîneur. Après avoir remporté les Championnats de France amateurs en boxe thaï, Cyril participe aux Championnats du monde amateurs WMF à Bangkok. Il termine à la deuxième place du Championnat en décrochant la médaille d'argent.

### Carrière sportive professionnelle
En 2012, il fait ses premiers combats professionnels. Il devient champion de France en kickboxing en 2012 et en boxe thaï en 2013. Il participe à plusieurs compétitions internationales et devient champion d'Europe en 2013 puis champion du monde WMF de boxe thaï en 2014 à Pattaya. Le 27 novembre 2015, il devient champion du monde ISKA en kickboxing (K-1),. Le 12 mars il boxera pour la première fois au Glory World Series à l'AccorHotels Arena. Le 28 mai 2016, Cyril défendra avec succès son titre de champion du Monde ISKA.
En 2017, le champion créer sa société et organise la première édition du Triumph Fighting Tour au stade Pierre de Coubertin pour la défense de son titre de Champion du Monde. Il conserve son titre et enchaîne les challenges tant sur le plan sportif qu’entrepreneurial avec des combats organisés et produits au Palais des Sports en juin 2019, au Cirque Phénix en décembre 2019 devant plus de 4000 personnes. En Juillet 2021, après un arrêt dû au Covid, Cyril remet les gants pour un combat d'exhibition au Paris Country Club pour une nouvelle production et une nouvelle victoire à la clé. En Mai de l'année suivante, Cyril rend hommage à Marcel Cerdan au Grand Palais Éphémère, en devenant Champion du Monde pour la 6ème fois. 
Le 16 Mai 2023,  le champion en titre avait programmé une seconde édition au  Grand Palais Éphémère pour défendre son 7ème titre. Cependant, lors d'un entraînement en sparring, le boxeur subit une fracture avec déplacement du cinquième métacarpe. Par conséquent, il est contraint de reporter son combat à une date ultérieure.

## Palmarès

### Championnats du monde
- 2014 : champion du monde de boxe thaï WMF
- 2015 : champion du monde ISKA de kickboxing (K-1)
- 2016 : champion du monde ISKA de kickboxing (K-1)
- 2017 : champion du monde ISKA de kickboxing (K-1)
- 2018 : champion du monde ISKA de kickboxing (K-1)
- 2019 : champion du monde ISKA de kickboxing (K-1)
- 2020 : champion du monde ISKA de kickboxing (K-1)
- 2022 : champion du monde ISKA de kickboxing (K-1)

### Championnats d'Europe
- 2013 : champion d'Europe de kickboxing (K-1)
- 2013 : champion d'Europe de Kickboxing WKF

### Championnats de France
- 2012 : champion de France de kickboxing
- 2013 : champion de France de boxe thaï
- 2014 : champion de France de boxe thaï
- 2014 : champion de France de kickboxing (K-1)

## Divers
En 2013, Cyril est mannequin pour la marque EBay. 
En 2015, il est l'égérie du R-Move, le jean élastique lancé par Redskins. Il fait ensuite des photos pour la marque de Marc Antoine Barrois. La même année, dans le cadre du Championnat du monde ISKA, il fait une collaboration avec Jean Paul Gaultier pour sa tenue de combat comprenant un short et un peignoir.
En 2016, il est parrain pour le Téléthon Paris, et du 18 au 21 novembre de la même année, il occupe la fonction de parrain pour les Sapins de Noël des créateurs, un événement en faveur de la lutte contre le cancer. Durant cette période,  il illumine l'avenue Montaigne en compagnie de Marie-Ange Casta. Pendant l'été 2016, Cyril participe à la l'émission de TF1 : Ninja Warrior. À la rentrée de 2016, Cyril devient ambassadeur de la  SMEREP, une association qui l'avait soutenu dans l'organisation du Dauphine Boxing Tour.
En 2017, il apparaît dans le clip de la chanson La mariée de Tanya Drouginska. L'année suivante, en 2018, il participe de nouveau à un clip de Tanya Drouginska pour son single Un Tableau de Hopper. Cette même année, il devient parrain de l'association Sport pour vaincre le cancer qui vise à encourager la pratique d'activités physiques et sportives pour la réhabilitation des patients atteints de cancer.
En 2019, Cyril devient ambassadeur de la marque internationale EVERLAST et intègre la #teameverlast en devenant le tout premier kickboxeur à faire partie de cette prestigieuse team d'athlètes. 